# Карклин, Рудольф Францевич
Карклин Рудольф Францевич (17 февраля 1927, Курск — 23 сентября 1993, Санкт-Петербург) — советский живописец, монументалист и педагог, член Санкт-Петербургского Союза художников (до 1992 года — Ленинградской организации Союза художников РСФСР).

## Биография
Родился 17 февраля 1927 года в Курске. Учился в 1939—1941 в Ленинградской СХШ при Всероссийской Академии художеств, в 1951—1957 на живописном факультете ЛИЖСА имени И. Е. Репина у Андрея Мыльникова. Окончил институт по мастерской В. М. Орешникова с присвоением квалификации художника живописи. Дипломная работа — картина «Интернациональная бригада в Испании».
Участник выставок с 1959 года. Писал портреты, пейзажи, жанровые и исторические картины. Среди созданных произведений картины «Сверстницы», «Портрет Коли», «Берёзовая роща» (все 1959), «В. И. Ленин с рабочими», «В саду», «Март», «Портрет японского артиста театра Кабуки Итикава Данко» (все 1961), «В хореографическом училище», «Портрет артистки Антонины Шурановой» (обе 1964), «Двадцать седьмая Омская дивизия» (1970), «Командиры», «Ленинград. Набережная Крюкова канала», «Ленинград. Театральная площадь», «Портрет поэта-переводчика Михаила Равича» (все 1975), «Портрет сына» (1977) и другие.
Занимался монументальным искусством. В 1967—1970 совместно с художником Г. А. Песисом выполнил мозаику «Портрет В. И. Ленина» (смальта) и рельеф «Покорение Енисея» (кованая медь) на фасаде административного здания Красноярской ГЭС. Участвовал в создании диорамы «Штурм Зимнего» (1967, Музей Октябрьской революции, Ленинград), панорамы «Куликовская битва» (1979—1982, Музей-панорама «Куликовская битва», Тула). В 1981—1983 преподавал в Москве в институте имени В. Сурикова в портретной мастерской И. Глазунова.
Скончался 23 сентября 1993 года в Санкт-Петербурге на 67-м году жизни. 
Произведения Р. Ф. Карклина находятся в музеях и частных собраниях в России и за рубежом.